# كمال رمزي
كمال رمزي أحد ابرز النقاد العرب في مجال السينما، وبدء مسيرته المهنية عام 1968م.

## التحصيل الدراسي
عام 1968 تخرج كمال رمزي من المعهد العالي للفنون المسرحية في القاهرة بمصر.

## منشوراته في الصحف والمجلات
- نشر مقالات ودراسات في عدد كبير من الصحف والمجلات المصرية والعربية، ومن بينها:
- الطليعة
- المساء
- الأهالي
- الحياة
- فن
- الكفاح العربي
- سينما
- الحدث
- الحياة السينمائية
- نشرة نادي سينما القاهرة
- الفكر المعاصر
- جريدة الشروق

## كتب كمال رمزي
```
صدرت له الكتب التالية:
```

1. الهوية القومية في السينما العربية (مع آخرون) 1986
2. الإنسان المصري على الشاشة 1986
3. سعد نديم.. رائد السينما التسجيلية 1988
4. الفن بين العمامة والدولة (مع علي أبو شادي) 1992
5. الأفلام المصرية.. مقالات نقدية عن عام 1995 1996
6. الأفلام المصرية.. مقالات نقدية عن عام 1996 1997
7. صلاح التهامي.. عصر التفاؤل 1997
8. نجوم السينما المصرية: الجوهر والأقنعة 1997
9. الأفلام المصرية.. مقالات نقدية عن عام 1997 1998
10. محمود مرسي.. عصفور الجنة والنار 1998
11. الأفلام المصرية.. مقالات نقدية عن عام 1998 1999
12. كمال الشيخ.. نصف قرن من الإبداع 2002
13. سينما الأحلام الضائعة 2003
14. المصادر الروائية في السينما المصرية 2003
15. دراسات في السينما المصرية 2005
16. لبلبة.. الفراشة 2006
17. السينما الأوربية.. أفلام من الشرق والغرب 2007
18. من مقاعد الترسو.. مطالعات في السينما الأمريكية 2008

## تكريم
كرم كمال رمزي في المهرجان القومي الثالث عشر للسينما المصرية عام 2007، وصدر عن مسيرته النقدية كتاب (ارض النقد الواسعة) تأليف وائل عبد الفتاح.

## نشاطاته
- محاضر في نوادي سينما الأقاليم
- كتب سلسلة من البرامج السينمائية للتليفزيون، بعنوان «نجوم الكوميديا» و«نجوم الاستعراض»
- أعد وقدم برنامج «لحظة تنوير»
- عضو بمجلس تحرير مجلة «أدب ونقد»